# Arevatsag
Arevatsag (in armeno Արևածագ?) è un comune di 960 abitanti (2001) della Provincia di Lori in Armenia.